# Pico del Norte
El Pico del Norte es una montaña de Bolivia, al oeste del país, y es el pico situado más al norte del macizo del Illampu. Se encuentra en los Andes de Bolivia, al este del lago Titicaca y al norte de la sede del gobierno, la ciudad de La Paz, al norte de la cumbre del Illampu. Con 6.070 metros sobre el nivel del mar, es la duodécima montaña más alta de Bolivia y el octavo pico más alto de la Cordillera Real.

## Composición
La Cordillera Real está formada por rocas plutónicas del Paleozoico, en las que penetraron más plutonitas durante el período Mesozoico y Terciario. Estos quedaron expuestos por la erosión en el Terciario y Cuaternario y ahora forman los picos del Illampú y el Illimani.
El Pico del Norte está cubierto de nieve todo el año, con la cota de nieve rondando los 5.200 m s. n. m.

## Rutas de ascenso
El Pico del Norte fue escalado por primera vez en 1928. Básicamente se puede llegar al Pico del Norte a través de cinco rutas diferentes:
1. Ruta del Contrafuerte de Bettambourg (desnivel 1080 m. Pendiente 60°-70°. Primera ascensión en 1982 por G. Bettambourg, A. Mesili, B. Chaud)
2. Ruta de los Barrancos (desnivel 980 m. Pendiente 65°-75°. Primera ascensión en 1972 por Ricardo Arias, Juan Barthelemy, Alain Mesili, Pierre Grange, Ronald Khern)
3. Pico del Norte - Ruta Normal (desnivel 800 m. Pendiente 50°-60°. Primera ascensión en 1974 por Alain Mesili)
4. Aguas Calientes (desnivel 680 m. Inclinación de la pendiente 60°-80°. Primera ascensión en 1975 por Alain Mesili, Jean Wolf, Sebastian Hoskhy)
5. Laramcota Oeste (desnivel 1100 m. Inclinación de la pendiente 60°-70°. Primera ascensión en 1984 por Roger Ganoy, Alain Mesili)

En algunos ascensos existen continuos corredores de placas de hielo y roca.